# Jelení vrch (Riesengebirge)
Der Jelení vrch (deutsch Bönischberg) ist ein Berg am südlichen Rand des Riesengebirges in Tschechien. Der Bönischberg befindet sich etwa 2,5 km nördlich von Černý Důl (Schwarzenthal) südlich des markanten Liščí hora (Fuchsberg). Vom Massiv des Fuchsbergs im Norden ist der Bönischberg durch den flachen Sattel Rejdiště mit einer Höhe von ca. 985 Metern getrennt. Die anderen Hänge weisen eine beträchtliche Höhe auf, der östliche, der ins Tal des Silberbachs ( Čistá ) fällt, ist sehr steil. Der Bönischberg erstreckt sich mit seinem südlicher Ausläufer, dem Spitzberg, zum Silberbach anderer Ausläufer, durch Mulde getrennt, der Finkenhübel zu dem sich die Schwarzenthaler Kalksteinbrüche senken.
Die Gipfelregion des Bönischbergs ist heute unbewaldet. Es gibt keine Gebäude auf der Spitze des Bönischbergs und seiner Umgebung. Direkt über der Erdoberfläche verläuft eine Gasleitung, die Pec pod Sněžkou speist.